# Salon de Diane

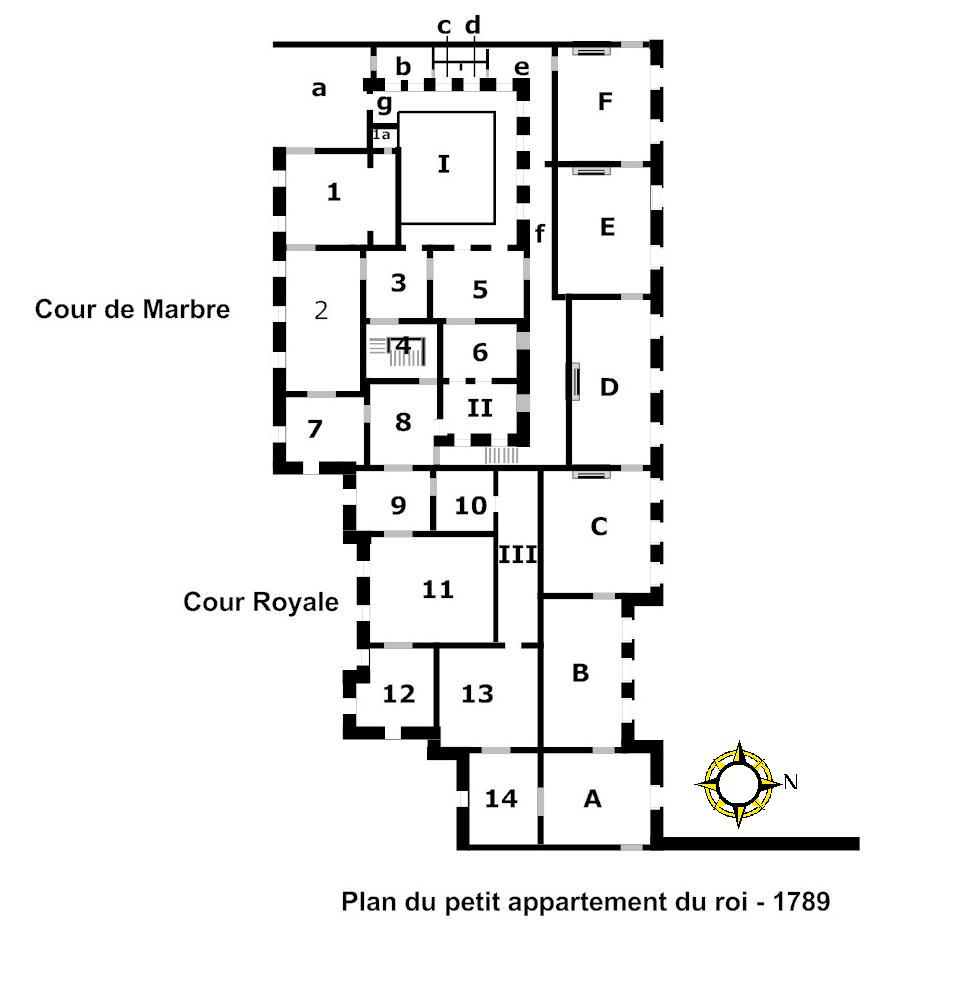
Plan de l'aile nord du château ; le salon de Diane est indiqué en C.

Le salon de Diane est un salon du château de Versailles, un château français situé dans les Yvelines, en île-de-France. Partie du Grand appartement du Roi, cette pièce décorée sur le thème de Diane, déesse de la mythologie romaine, servait de salle de billard du temps de Louis XIV.
Le salon communique à l'ouest avec le salon de Mars et à l'est avec le salon de Vénus.
Au centre du plafond, Diane accompagnée par les heures nocturnes et les heures fraiches du matin, préside à la chasse et à la navigation, par Gabriel Blanchard.
superficie de la piece : L = 10,34 m l =8,70m  H 7,55

## Décorations

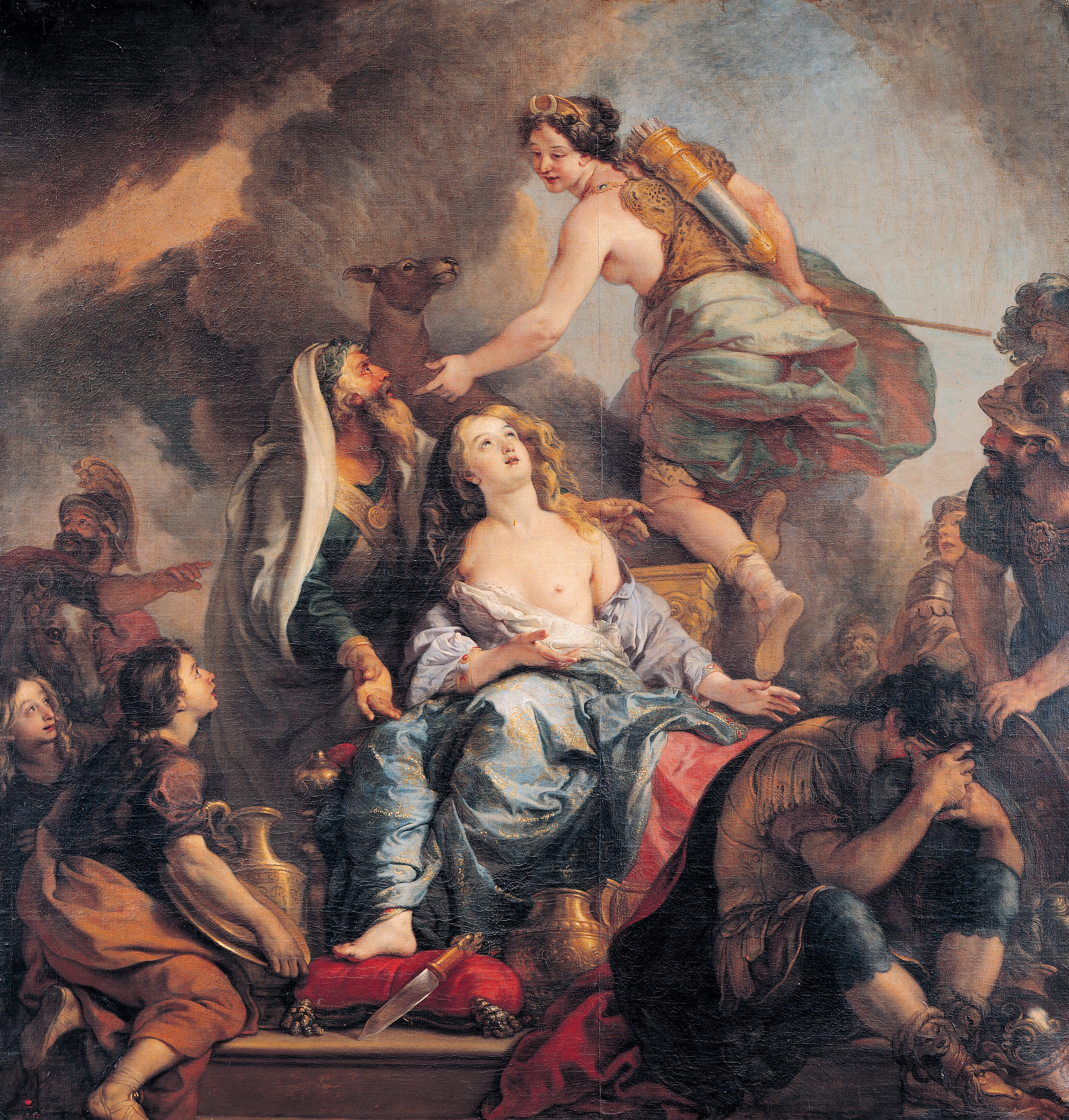
Le Sacrifice d'Iphigénie, Charles de La Fosse (1680).

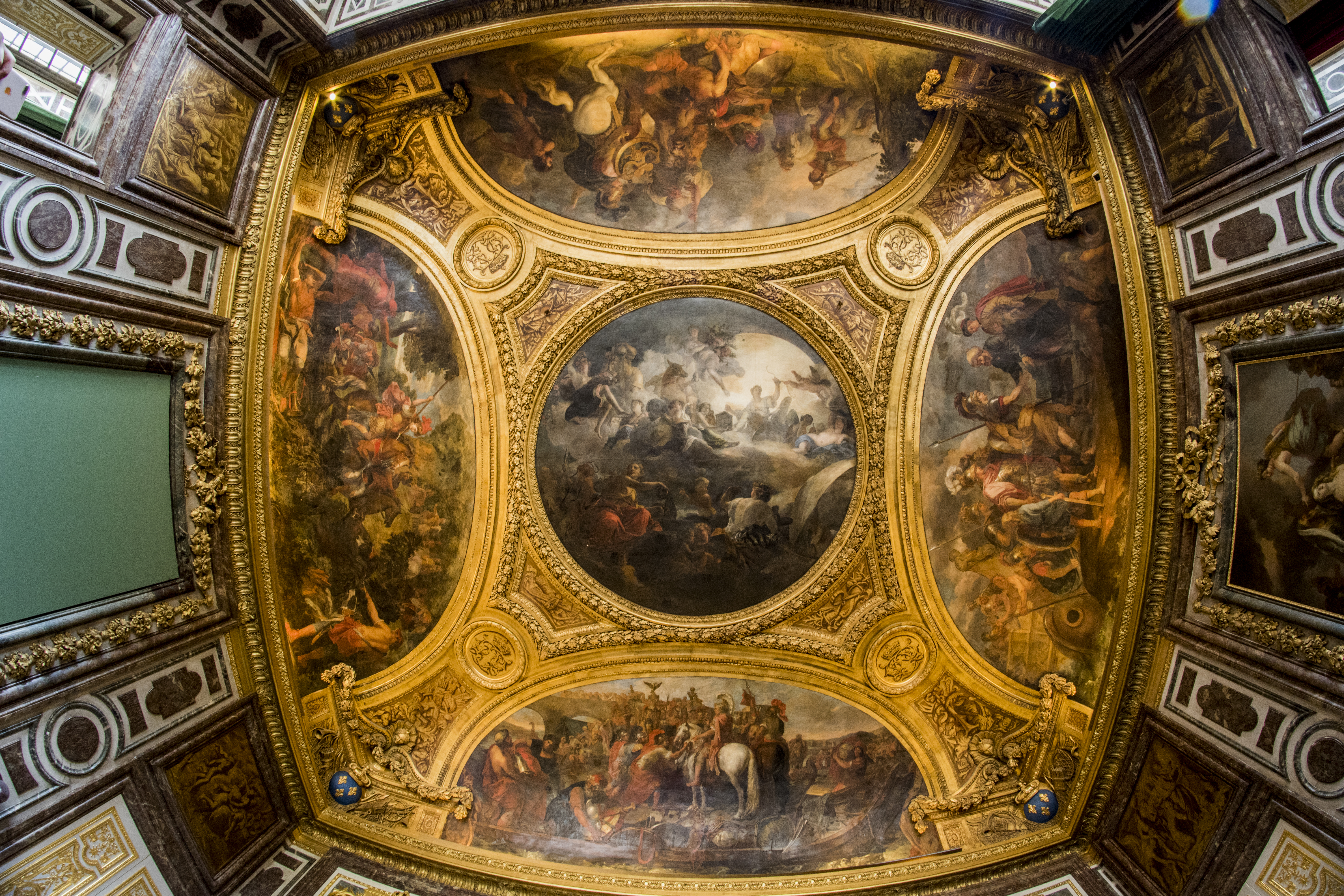
Le plafond du salon de Diane.

- Plafond : Diane sur son char présidant à la chasse et à la navigation, Louis-Gabriel Blanchard
- Voussures : 
  - Nord : Alexandre chassant le lion, Charles de La Fosse
  - Est : Cyrus chassant le sanglier, Claude Audran
  - Sud : Jules César envoyant une colonie romaine à Carthage, Claude Audran
  - Ouest : Jason et les Argonautes, Charles de La Fosse

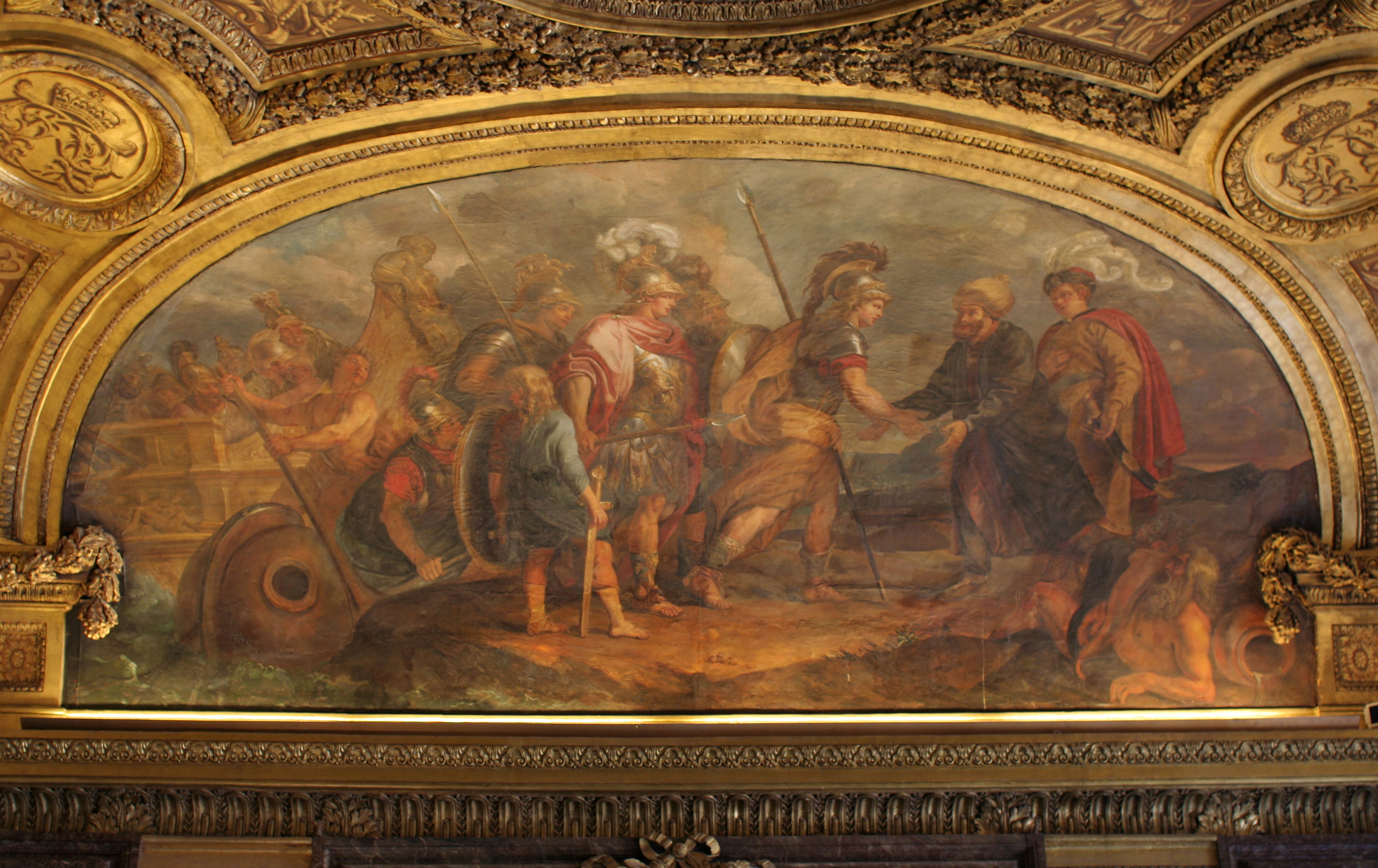
Jason et les Argonautes, Charles de La Fosse
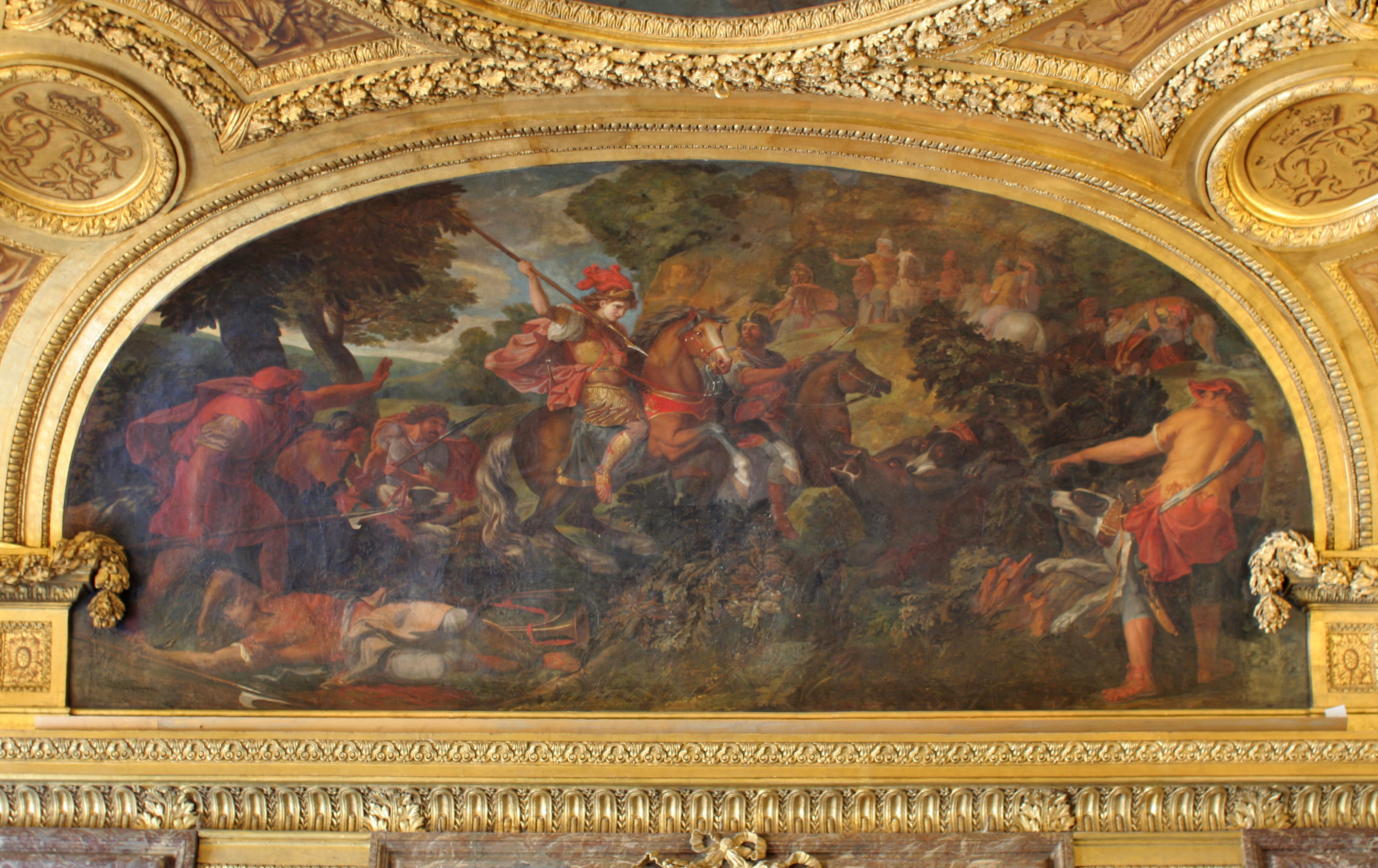
Cyrus chassant le sanglier, Claude Audran

- Peintures :
  - Le Sacrifice d'Iphigénie, Charles de La Fosse
  - Diane et Endymion, Louis-Gabriel Blanchard
  - Camaïeu au-dessus des portes, évoquant la légende de Diane :
    - Diane et Actéon, Louis-Gabriel Blanchard
    - Diane protégeant Aréthuse, Louis-Gabriel Blanchard
    - Une offrande de fleurs, Louis-Gabriel Blanchard
    - Sacrifice à Diane, Louis-Gabriel Blanchard
- Sculptures :
  - Buste de Louis XIV par le Bernin (1665) en marbre blanc
  - Buste antique de femme Romaine (tête en marbre blanc, chemise en onyx d'Égypte ou d'Asie Mineure, tunique en brocatelle de Sienne)
  - Buste antique d'impératrice Romaine (tête en marbre blanc, la chemise en onyx d'Égypte ou d'Asie Mineure, la tunique et le piédouche en fleur de pêcher), ce marbre provient de Serravezza dans le bassin de Carrare en Italie

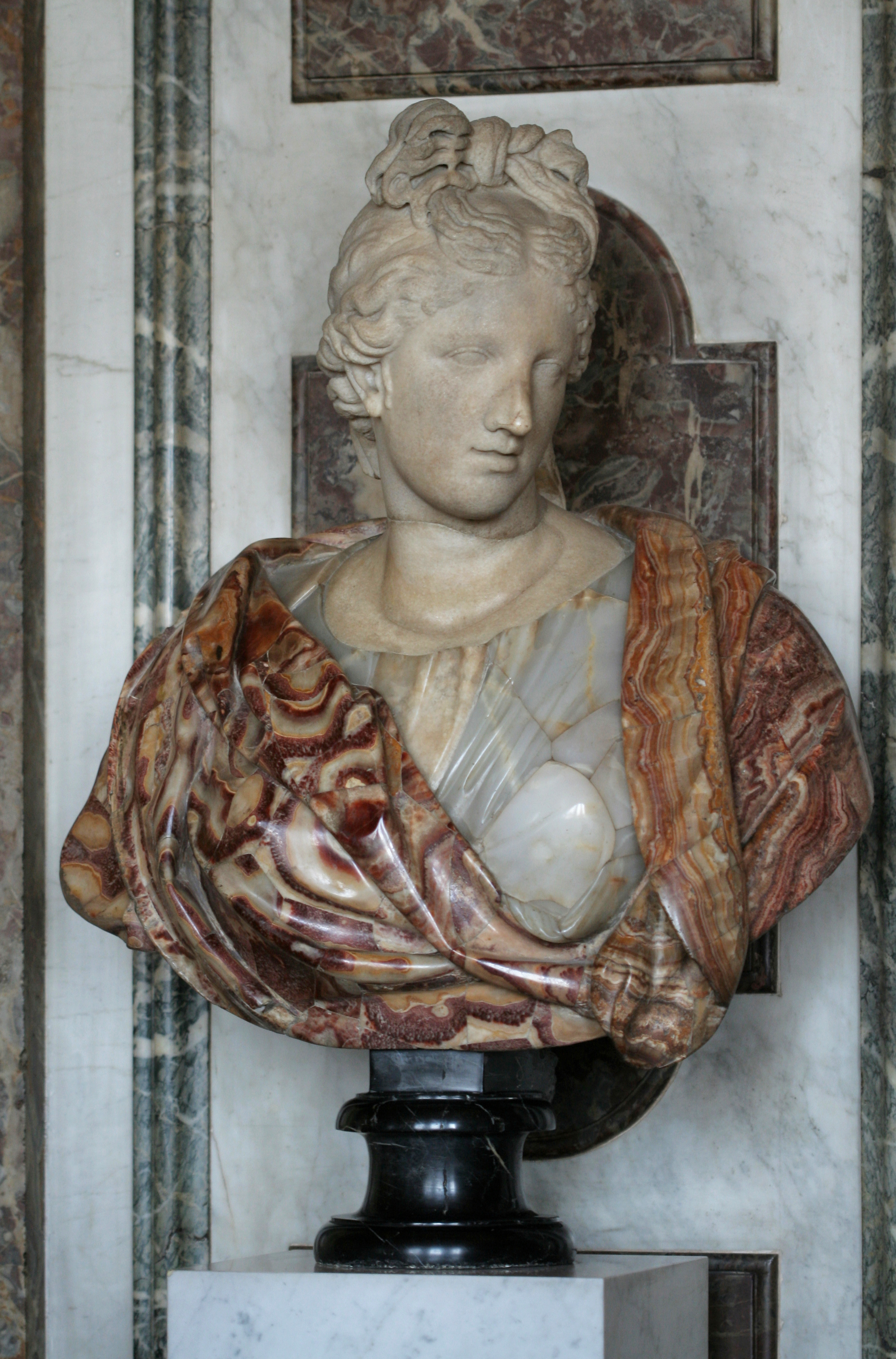
Buste antique de femme romaine
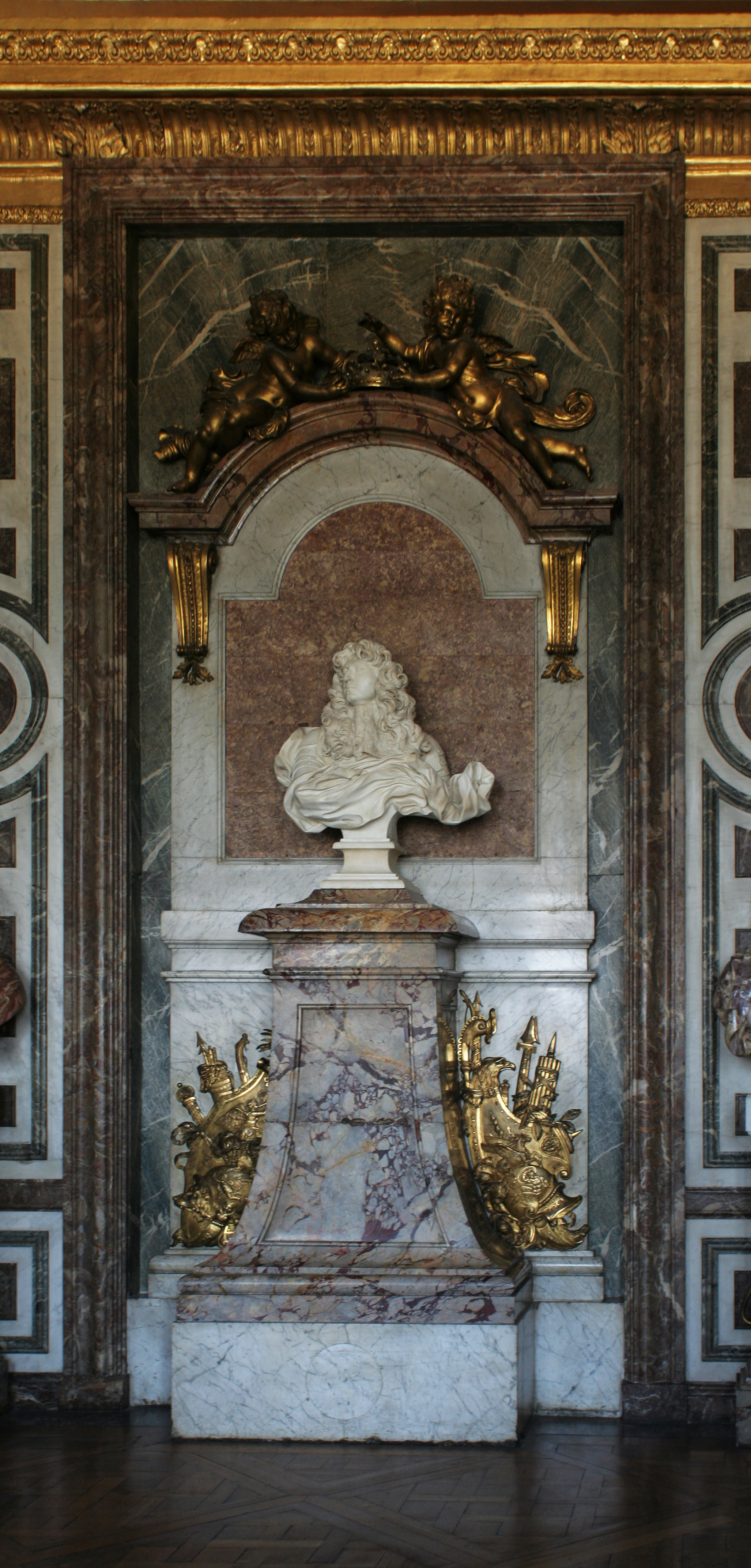
Buste de Louis XIV par le Bernin, le panneau du fond sur lequel se détache le buste est en brocatelle de Tortosa, le piédestal est en marbre sarrancolin ilhet.
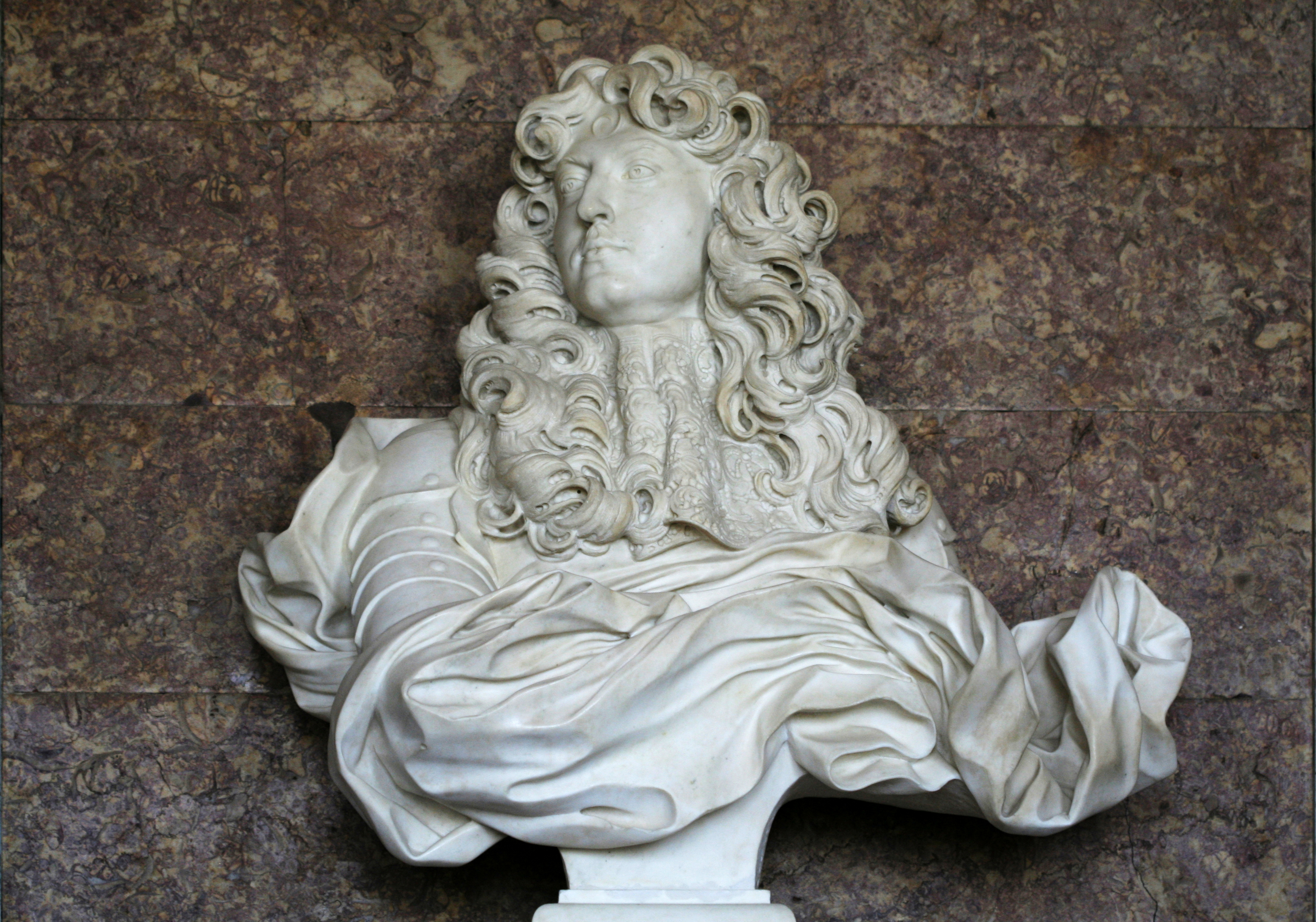
Buste de Louis XIV par le Bernin
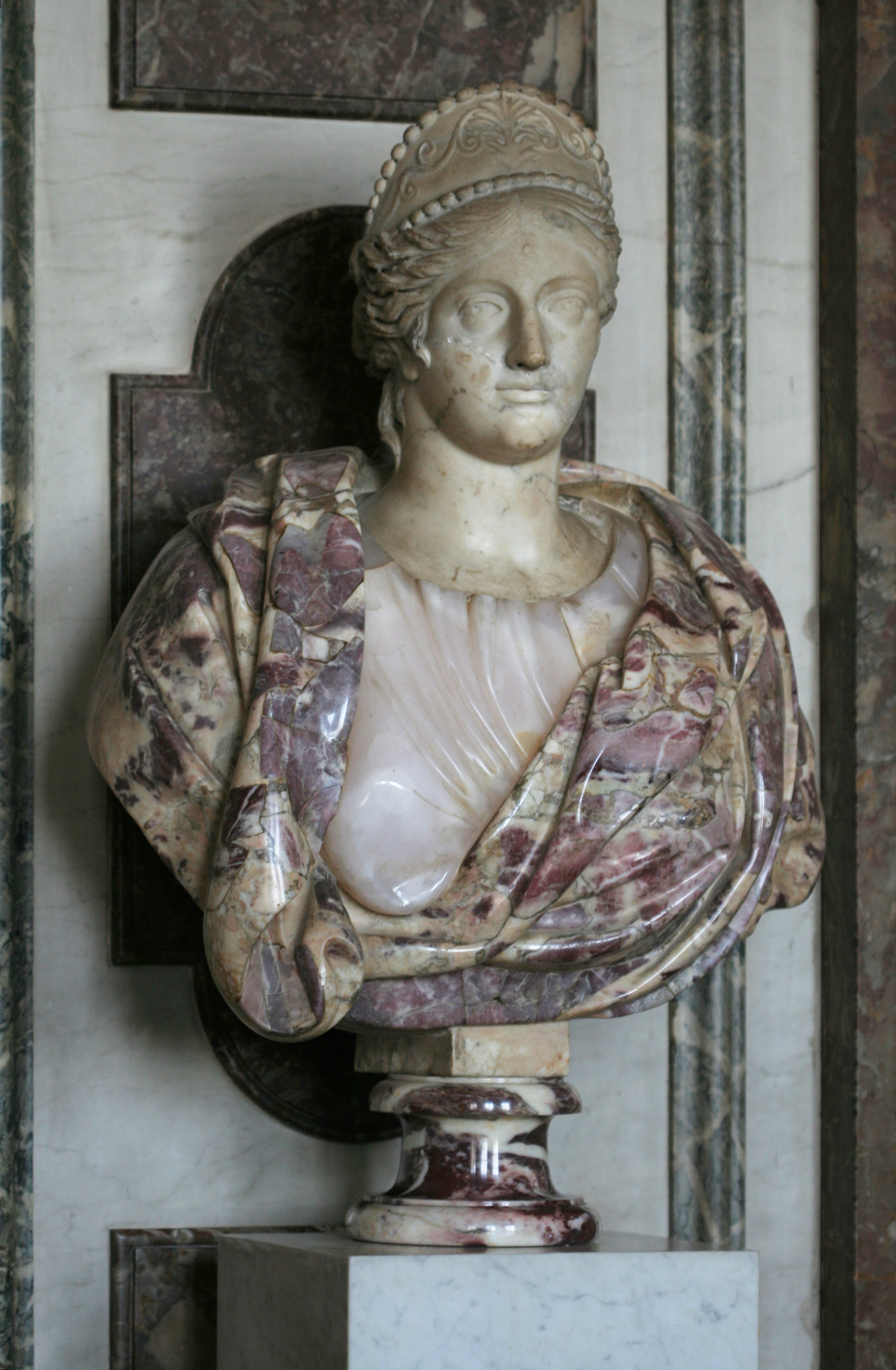
Buste antique d'impératrice romaine